# Dubiepeira
Dubiepeira is een geslacht van spinnen uit de  familie van de wielwebspinnen (Araneidae).

## Soorten
- Dubiepeira amablemaria Levi, 1991
- Dubiepeira amacayacu Levi, 1991
- Dubiepeira dubitata (Soares & Camargo, 1948)
- Dubiepeira lamolina Levi, 1991
- Dubiepeira neptunina (Mello-Leitão, 1948)